# Charles Perry (escritor)
Charles Perry é um historiador culinário americano. Ele traduziu vários livros de receitas medievais do árabe para o inglês e fez diversas publicações sobre a história da culinária, principalmente do Oriente Médio e da Califórnia. Ele também foi autor ou co-autor de livros sobre San Francisco na década de 1960 e foi um jornalista prolífico da Rolling Stone, do Los Angeles Times e de outras publicações.

## Biografia
Perry nasceu em Los Angeles, Califórnia em 1941 e frequentou escolas públicas. De 1959 a 1961, ele se formou em estudos do Oriente Médio na Universidade de Princeton. Em 1961, ele se transferiu para a Universidade da Califórnia, Berkeley, e em 1962 passou um ano no Centro de Estudos Árabes do Oriente Médio em Shemlan, Líbano, onde obteve o certificado de intérprete de alto padrão do Ministério das Relações Exteriores britânico. Ele se formou em Berkeley em 1964.
No último ano, um de seus colegas de quarto era o futuro "milionário do LSD" Owsley Stanley; como resultado de sua amizade, Perry esteve presente na maioria dos grandes eventos da cena psicodélica de São Francisco, em meados da década de 1960. Em 1968, ele começou a trabalhar na Rolling Stone e foi o primeiro funcionário editorial que durou mais de algumas semanas. Ele permaneceu na Rolling Stone como editor e redator da equipe até 1976, quando saiu para escrever The Haight-Ashbury: A History para a Random House.
Enquanto trabalhava no livro, ele voltou para Los Angeles para seguir uma nova carreira como escritor freelancer culinário em 1978. Seu cartão de visita dizia “My pledge: never to use the words ‘eminently,’ ‘delectable’ or ‘morsel’”. Em 1980, ele passou dois meses no Egito, Síria e Inglaterra coletando manuscritos medievais de culinária árabe e posteriormente adicionou mais da Turquia e de outros lugares. Em 1981, ele participou do primeiro Simpósio de Oxford sobre Alimentação e Culinária. Nos anos 80, ele se tornou um dos principais colaboradores do Petits Propos Culinaires do co-fundador do Simpósio, Alan Davidson, e do Oxford Companion to Food. Mais tarde, atuou como administrador do Simpósio de 2004 a 2008.
Em 1990, tornou-se escritor da equipe de gastronomia do Los Angeles Times, onde permaneceu até 2008. Em 1995, ele co-fundou o Culinary Historians of Southern California e atuou como presidente desde então.
A avó de Perry foi a roteirista e diretora de cinema de Hollywood Kate Alaska Corbaley e sua irmã mais nova era a estrela do vôlei e a atleta olímpica Mary Perry. Ele mora na área de Los Angeles e continua contribuindo com artigos acadêmicos e populares sobre alimentos para publicações como Saudi Aramco World e Cornucopia, com sede em Istambul. Contribui com artigos para a maioria dos Simpósios de Oxford desde 1981 e palestras sobre história da comida nos EUA e na Turquia.

## Publicações
- Scents And Flavors: A Syrian Cookbook (Editor e tradutor) New York University Press, 2017
- A Baghdad Cookery Book Newly Translated, Prospect Books, 2005; Kitâbu’t-Tabih de Muhammad bin Hasan al-Baghdadi Tradução em turco por Nazlı Piskin, publicado por Kitapyayınevi, Istambul, 2009.
- “Middle Eastern Food History,” em Food in Time and Place: The American Historical Association Companion to Food History (Universidade da Califórnia, Berkeley, 2014).
- The Haight-Ashbury: A History, Straight Arrow/Random House, 1984, republicado em 2005 por WennerBooks
- Totally Hot! The Complete Hot Pepper Cookbook, Doubleday, 1985 (co-autor)
- Spuds, Truffles and Wild Gnocchi: The Patina Cookbook, Collins, 1995 (co-autor com Joachim Splichal)